# Spea
Spea — рід земноводних родини Лопатоноги ряду Безхвості. Має 4 види. Інші назви «крокодилячий лопатоніг», «західний лопатоніг».

## Опис
Загальна довжина представників цього роду коливається від 1,5 до 6,3 см. Спостерігається статевий диморфізм: самиці більші за самців. Голова масивна. Зіниці вертикальний на кшталт крокодилячих. Шкіра переважно гладенька, але зустрічаються горбики. Цим усім нагадують крокодилів. Відсутні паратоїди. На задніх кінцівках присутні вирости, що нагадують лопати.
Забарвлення темних або піщаних кольорів, переважно коричневі, сірі з численними світлими цяточками або плямочками.

## Спосіб життя
Полюбляють посушливі місцини, інколи зустрічаються у рідколіссі. Значний час проводять у норах, які вправно риють за допомогою своїх «лопат». Активні вночі. Живляться безхребетними.
Це яйцекладні амфібії. Під час парування відкладають яйця у воду.

## Розповсюдження
Мешкають від південної Канади через центральні штати США до північної Мексики.

## Види
- Spea bombifrons
- Spea hammondii
- Spea intermontana
- Spea multiplicata